# الفيلق الجوي الثاني (ألمانيا)
الفيلق الجوي الثاني ( II. Fliegerkorps ) تم تشكيله في 11 أكتوبر 1939 في فرانكفورت من فرقة ياغر 2. خلال عملية بربروسا ومن 22 يونيو إلى 12 نوفمبر 1941 ، قام الفيلق بأكثر من 40000 طلعة ليلا ونهارًا، وأسقطت 23.150 طنًا من القنابل وادعت أن 3826 طائرة سوفيتية دمرت بالإضافة إلى 789 دبابة و614 قطعة مدفعية و14339 مركبة و240 موقعًا ميدانيًا للعدو و33 ملجأ و159 قطارًا و304 قاطرة إلى جانب هجمات لا هوادة فيها على تجمعات قوات العدو ونقاط الاختناق اللوجستية.
تم نقل الفيلق إلى مسرح عمليات البحر الأبيض المتوسط في 15 نوفمبر 1941. تم دمج الفيلق مع Feldluftgau XXX في 29 أغسطس 1944 وأعيدت تسميته Kommandierender General der Deutschen Luftwaffe Nordbalkan (القيادة العامة للوفتفافه الألمانية gشمال البلقان ). في نوفمبر 1944، أعيدت تسمية hgtdgr مرة أخرى قام فليجر كروبس 2 بإعادة تشكيل Luftwaffenkommando Nordost في 2 أبريل 1945.

## القادة
- Generaloberst Bruno Loerzer ، 11 أكتوبر 1939 – 23 فبراير 1943
- Generalleutnant مارتن هارلينجهاوسن ، 23 فبراير 1943 – 12 يونيو 1943
- الجنرال ألفريد بولويوس، 26 يونيو 1943 – 30 يونيو 1944
- Generalleutant Kurt Kleinrath ، 1 يوليو 1944 – 31 أغسطس 1944 (يشار إليه باسم Kommandierender General der Deutschen Luftwaffe Nordbalkan ، 29 أغسطس 1944 – نوفمبر 1944)
- الجنرال يوهانس فينك، 1 ديسمبر 1944 – يناير 1945
- اللواء ستيفان فروليش، يناير 1945 – 1 فبراير 1945
- الجنرال مارتن فيبيج، 1 فبراير 1945 – 12 أبريل 1945